# Janet Hubert
Pour les articles homonymes, voir Hubert.
Janet Hubert-Whitten, née le 13 janvier 1956 à Chicago (États-Unis), est une actrice américaine.

## Filmographie
Sauf indication contraire, les informations mentionnées dans cette section peuvent être confirmées par la base de données cinématographiques IMDb,  présente dans la section « Liens externes ».

### Cinéma
- 1985 : La Cible des tueurs (Agent on Ice) de Clark Worswick : Lola
- 1995 : White Man (White Man's Burden) de Desmond Nakano : Dinner Guest
- 1999 : California Myth de Michel Katz : Lysistrata
- 2001 : 30 Years to Life (en) de Vanessa Middleton : la mère de Joy
- 2004 : Proud (en) de Mary Pat Kelly : la mère de Larry
- 2004 : Neurotica de Roger Rawlings : la voisine
- 2013 : Mom de Lonely Christopher : Judy Curtains
- 2015 : No Letting Go (en) de Jonathan D. Bucari : Dr Stacey Slater
- 2016 : Not Another Black Movie de Donte Williams et Black Jack Johnson : Tante Gloria
- 2020 : JG and the BC Kids de Indra Narayan Datta, Antony Leo et Ron Myrick : narratrice / Blackbird / Stanley Leroy (voix)
- 2022 : Fever (court métrage) de Angele Cooper : Grace
- 2022 : Remember Me: The Mahalia Jackson Story (en) de Denise Dowse (en) : Tante Duke
- 2023 : Tout à fait son style (en) (The Perfect Find) de Numa Perrier : Monica

### Télévision

#### Séries télévisées
- 1988 : Rick Hunter : Vanessa Riley (saison 4, épisode 20)
- 1988 : 21 Jump Street : la conseillère municipale Travers (saison 3, épisode 1)
- 1989 : Flic à tout faire (en) (Hooperman) : Loretta Todd (saison 2, épisode 5)
- 1989 : A Man Called Hawk (en) : Serita (saison 1, épisode 8)
- 1989-2010 : On ne vit qu'une fois (One Life to Live) : Miriam / Lisa Williamson (10 épisodes)
- 1990 : Les Contes de la crypte (Tales from the Crypt) : Psyche (saison 2, épisode 4)
- 1990-1993 : Le Prince de Bel-Air (The Fresh Prince of Bel-Air) : Vivian Banks (saison 1 à 3, 73 épisodes)
- 1992-1993 : La Voix du silence (Reasonable Doubts) : la Juge Mary Sims (saison 2, épisode 7 et 11)
- 1994 : Le monde de Dave (en) (Dave's World) : Elise (saison 1, épisode 17)
- 1994 : Coach : Karen Williams (saison 6, épisode 19)
- 1995 : CBS Schoolbreak Special : Elaine Baham (saison 12, épisode 3)
- 1996 : The Faculty (en) : Annette Freeman (saison 1, épisode 4)
- 1996 : Le Caméléon (The Pretender) : la Directrice (saison 1, épisode 5)
- 1997 : The Jamie Foxx Show : Edwina Dubois (saison 1, épisode 16)
- 1997 : Goode Behavior (en) : Dr Pamela Fordham (saison 1, épisode 16)
- 1997 : Lawless (en) : Esther Hayes (saison 1, épisode 1)
- 1998 : New York Police Blues (NYPD Blue) : Hiruut Kebede (saison 5, épisode 14)
- 1999 : La Force du destin (All My Children) : Alice Dawson (1 épisode)
- 2001-2002 : The Job : Adina Phillips (4 épisodes)
- 2002 : Gilmore Girls : Gisele Gerard (saison 2, épisode 18)
- 2002 : Friends : Ms McKenna (saison 9, épisode 2)
- 2003-2004 : The Bernie Mac Show : Leora (saison 2, épisode 21 et saison 3, épisode 11)
- 2011 : House of Payne (en) : Evelyn (saison 7, épisode 20)
- 2015 : Ward of the State : Diana Ward
- 2016-2017 : If Loving You Is Wrong : Diane (5 épisodes)
- 2018-2020 : Hôpital central (General Hospital) : Yvonne Godfrey (10 épisodes)
- 2019 : King Ester : Mignon Pappion (saison 1, épisode 1)
- 2020 : Broadway Celebrates Veterans Day : Janet Hubert (mini-série)
- 2021 : Pose : Latrice (saison 3, épisode 4)
- 2021 : Love Life : Donna Watkins (5 épisodes)
- 2021 : The Last O.G. (en) : Miss May Miller (4 épisodes)
- 2022 : New Amsterdam : Dr Palpa (saison 4, épisode 15)
- 2022 : The Ms. Pat Show (en) : Jewell (saison 2, épisode 5)
- 2023 : À l'ombre des Magnolias (Sweet Magnolias) : Bev Decatur (saison 3, épisode 7)
- 2023 : Papa est un chasseur d'aliens (en) (My Dad the Bounty Hunter) : l'impératrice Gurira (saison 2, épisode 4, 5 et 7)

#### Téléfilms
- 1994 : New Eden de Alan Metzger : Ashtarte
- 2004 : Christmas at Water's Edge (en) de Lee Davis : Mrs. Turner
- 2015 : Life Twirls On de ? : Tante Lorraine
- 2019 : Christmas Belles de Terri J. Vaughn : Whitley
- 2022 : Mon double maléfique (en) (Single Black Female) de Shari L. Carpenter : Denise

## Jeu vidéo
- 2013 : Grand Theft Auto V : Tante Denise (voix)

## Anecdotes
- Dans la série télévisée Le Prince de Bel-Air : elle est exclue de la série après la saison 3 car elle tombe enceinte à ce moment-là (alors que le personnage qu'elle interprète tombe enceinte également)[réf. nécessaire]. Elle aurait violé les termes de son contrat et est donc remplacée par Daphne Reid. D'autres sources raconteraient qu'elle est partie d'elle-même après une dispute avec Will Smith[réf. nécessaire]